# 城市圈公共社区
城市圈公共社区（Communauté d'agglomération），简称CA，是法国的一个市镇公共合作组织级别，属于第三等级，介于城市公共社区和市镇公共社区之间。

## 历史
由于各种历史原因，法国的“城市”行政单位统一为市镇，且一直以处于一种较为零散的状态，因此市镇公共合作组织被常认作是一种衔接于市镇和省之间的一个有效的区域性管理机构。早在1890年，法国一些地方就已自发性地出现了跨市镇合作组织，但一般仅在某个具体的部门上进行合作。1999年，《关于强化和简化市镇合作的法令》开始实施，市镇公共合作组织被具体分为三类：城市公共社区、城市圈公共社区和市镇公共社区，一般根据人口数量划分。其中城市圈公共社区一般需满足以下条件：
- 社区内人口数量超过5万人；
- 或社区内人口数量超过3万人，其中包括该省人口最多的市镇；
- 或社区内人口数量超过2.5万人，其中中心城市的人口数量超过1.5万

2014年出台的《公共地区实施和城市圈公共社区确认法案》规定城市圈公共社区的建立可直接由省级政府批准；2015年出台的《法兰西共和国区域新组织法》（简称NOTRe法）则进一步规范了城市圈公共社区的具体职能。

## 现状
截止2019年7月，法国共有223个城市圈公共社区。

## 职能
城市圈公共社区须在区域范围内行使以下职能：
- 区域经济发展
- 区域综合整治
- 建设和管理社会保障性住房
- 区域内公共交通
- 水域环境管理
- 街区市政管理，主要指对一些暴力街区的综合整治

除此之外，城市圈公共社区还可以根据自身情况行使以下职能：
- 生活用水的生产
- 污水处理
- 街道整治
- 区域环境保护
- 文化项目建设